# Neulehe
Neulehe là một đô thị thuộc huyện Emsland, trong bang Niedersachsen, Đức. Đô thị này có diện tích 13,62 km².